# Modena Team
Il Modena Team, conosciuto anche come Lambo, è stata una scuderia di Formula 1 attiva solo nella stagione 1991.

## Storia

### Lamborghini Engineering, Team Glas e Modena Team
La squadra ebbe origine quando, nel corso del 1990, il finanziere messicano Fernando Gonzalez Luna commissionò alla Lamborghini Engineering (struttura nata nel 1988 con lo scopo di costruire un propulsore V12 per la Formula 1) il progetto di una vettura completa per il 1991, in modo da entrare in Formula 1 con un proprio team, cui diede il nome GLAS (Gonzalez Luna Auto Scuderia). La realizzazione della monoposto fu affidata a Mauro Forghieri, che si era già occupato del disegno del V12; per metà stagione 1990 il prototipo era pronto per essere presentato al pubblico, ma improvvisamente Gonzalez Luna sparì dalla circolazione con i soldi destinati all'operazione.
Nonostante l'improvvisa scomparsa di Gonzalez Luna creasse dei notevoli problemi economici, alla Lamborghini (allora sotto il controllo della Chrysler) si decise di continuare autonomamente il progetto. Fu firmato un accordo con l'imprenditore italiano Carlo Patrucco (allora vicepresidente di Confindustria) per la sponsorizzazione e la squadra, gestita direttamente dalla Lamborghini Engineering e da Forghieri, fu iscritta alla stagione 1991 con il nome di Modena Team.

### Stagione 1991

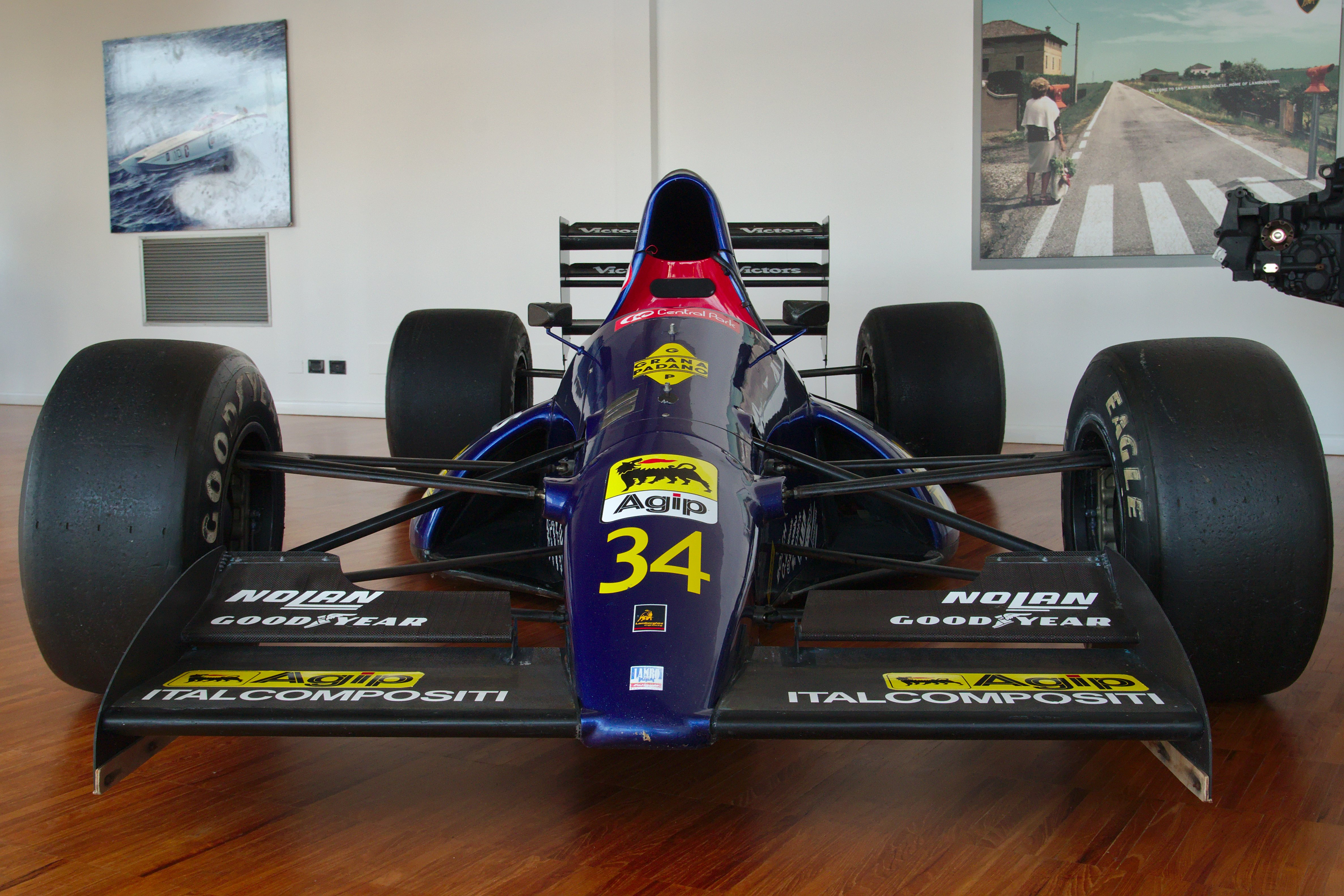
Lambo 291 V12

Per la stagione 1991 la squadra poteva quindi contare su un budget di 21 miliardi di lire, equamente ripartite tra capitale e sponsor. Dopo alcuni test effettuati dall'ex pilota di Formula 1 Mauro Baldi a fine 1990, la scuderia, ingaggiati Nicola Larini ed Eric van de Poele, era pronta per debuttare. Essendo al primo anno in Formula 1, il Modena Team fu costretto a prendere parte, per le prime otto gare, alla sessione di prequalifiche del venerdì mattina, nella quale i quattro concorrenti più lenti venivano eliminati, non avendo accesso alle qualifiche e alla gara. Nel primo Gran Premio della stagione, disputato a Phoenix, il debuttante van de Poele non riuscì a passare questo ostacolo, mentre Larini si qualificò in diciassettesima posizione, giungendo settimo al traguardo; nonostante i tre giri di distacco rimediati dal vincitore Ayrton Senna, si trattava di un risultato estremamente positivo per una scuderia debuttante (un errore poi durante il pit-stop gli fece perdere molto tempo).  

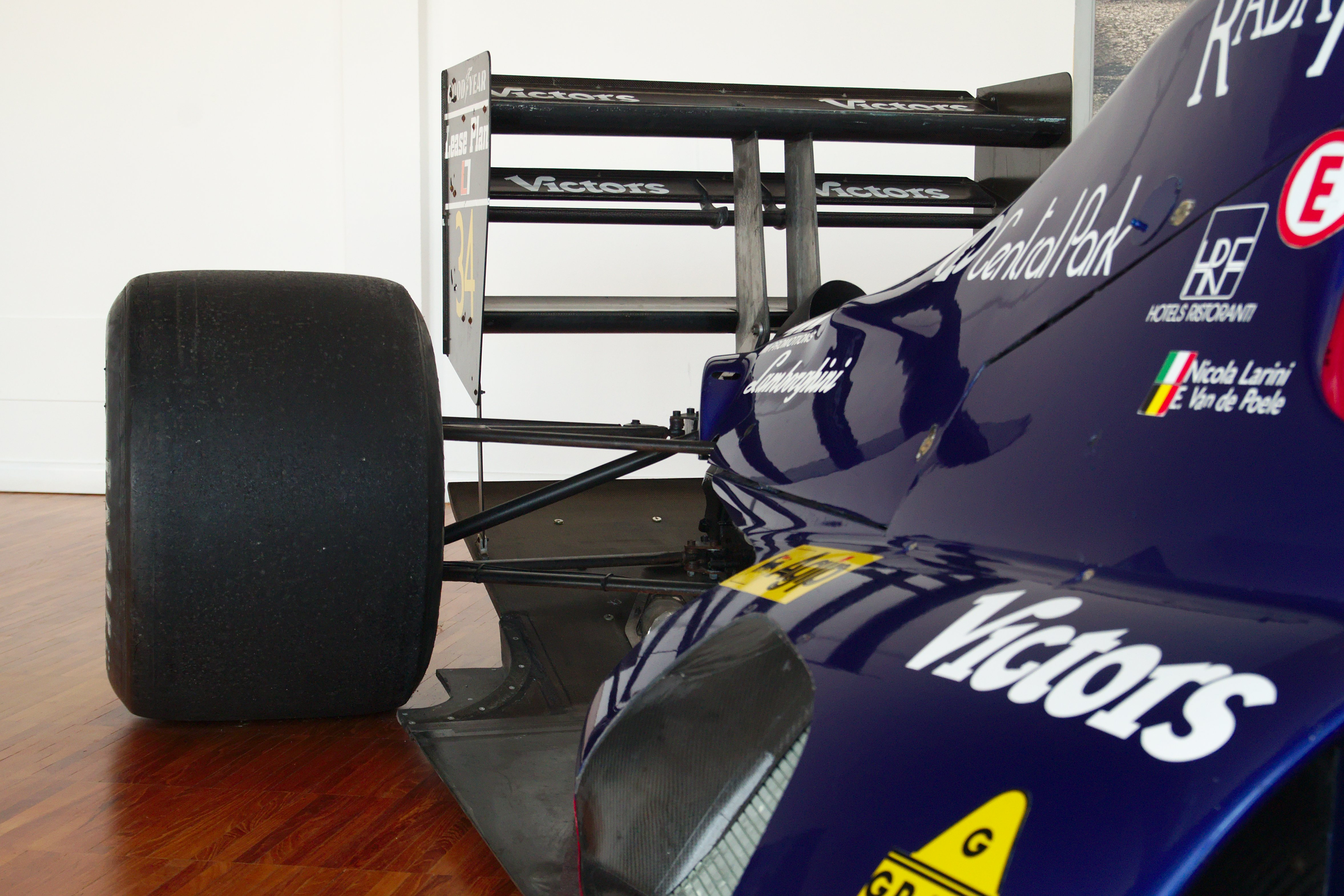
Particolare della Lambo 291

Nel Gran Premio del Brasile nessuna delle due Lambo superò le prequalifiche. Meglio andò a Imola, dove van de Poele si qualificò in ventunesima posizione; in gara, approfittando del gran numero di ritiri, il belga occupò anche il quinto posto, dovendo però abbandonare per un problema tecnico proprio all'ultimo giro, venendo comunque classificato in nona posizione. Nelle cinque gare seguenti i piloti non passarono mai le prequalifiche; il settimo posto conquistato da Larini permise comunque al team di non dover più disputare le prequalifiche a partire dal Gran Premio di Germania.  
Nella seconda metà di stagione i risultati migliorarono leggermente: van de Poele non fu mai in grado di qualificarsi per la gara, mentre Larini raccolse solamente due sedicesimi posti e due ritiri. La stagione si concluse così in modo piuttosto deludente, senza neanche un punto in sedici gare. Anche la situazione interna della squadra peggiorò progressivamente; il team si indebitò in modo sempre più pesante man mano che la stagione andava avanti, mentre Forghieri fu richiamato dalla Lamborghini Engineering per progettare un nuovo V12. Lo stesso Forghieri tentò, più tardi, di rendere il Modena Team indipendente dalla Lamborghini, senza però riuscire a trovare un adeguato supporto finanziario; nonostante fosse stato iniziato il progetto di una nuova monoposto per il 1992, il team chiuse i battenti dopo appena un anno in Formula 1.

## Risultati completi in Formula 1
| Anno | Vettura   | Motore           | Gomme | Piloti       |     |     |     |     |     |     |     |     |     |    |    |    |    |    |    |     | Punti | Pos. |
| ---- | --------- | ---------------- | ----- | ------------ | --- | --- | --- | --- | --- | --- | --- | --- | --- | -- | -- | -- | -- | -- | -- | --- | ----- | ---- |
| 1991 | Lambo 291 | Lamborghini 3512 | G     | Larini       | 7   | NPQ | NPQ | NPQ | NPQ | NPQ | NPQ | NPQ | Rit | 16 | NQ | 16 | NQ | NQ | NQ | Rit | 0     |      |
| 1991 | Lambo 291 | Lamborghini 3512 | G     | van de Poele | NPQ | NPQ | 9   | NPQ | NPQ | NPQ | NPQ | NPQ | NQ  | NQ | NQ | NQ | NQ | NQ | NQ | NQ  | 0     |      |

| Legenda | 1º posto     | 2º posto | 3º posto    | A punti         | Senza punti/Non class.  | Grassetto – Pole position Corsivo – Giro più veloce |
| Legenda | Squalificato | Ritirato | Non partito | Non qualificato | Solo prove/Terzo pilota | Grassetto – Pole position Corsivo – Giro più veloce |